# 黑天鵝理論

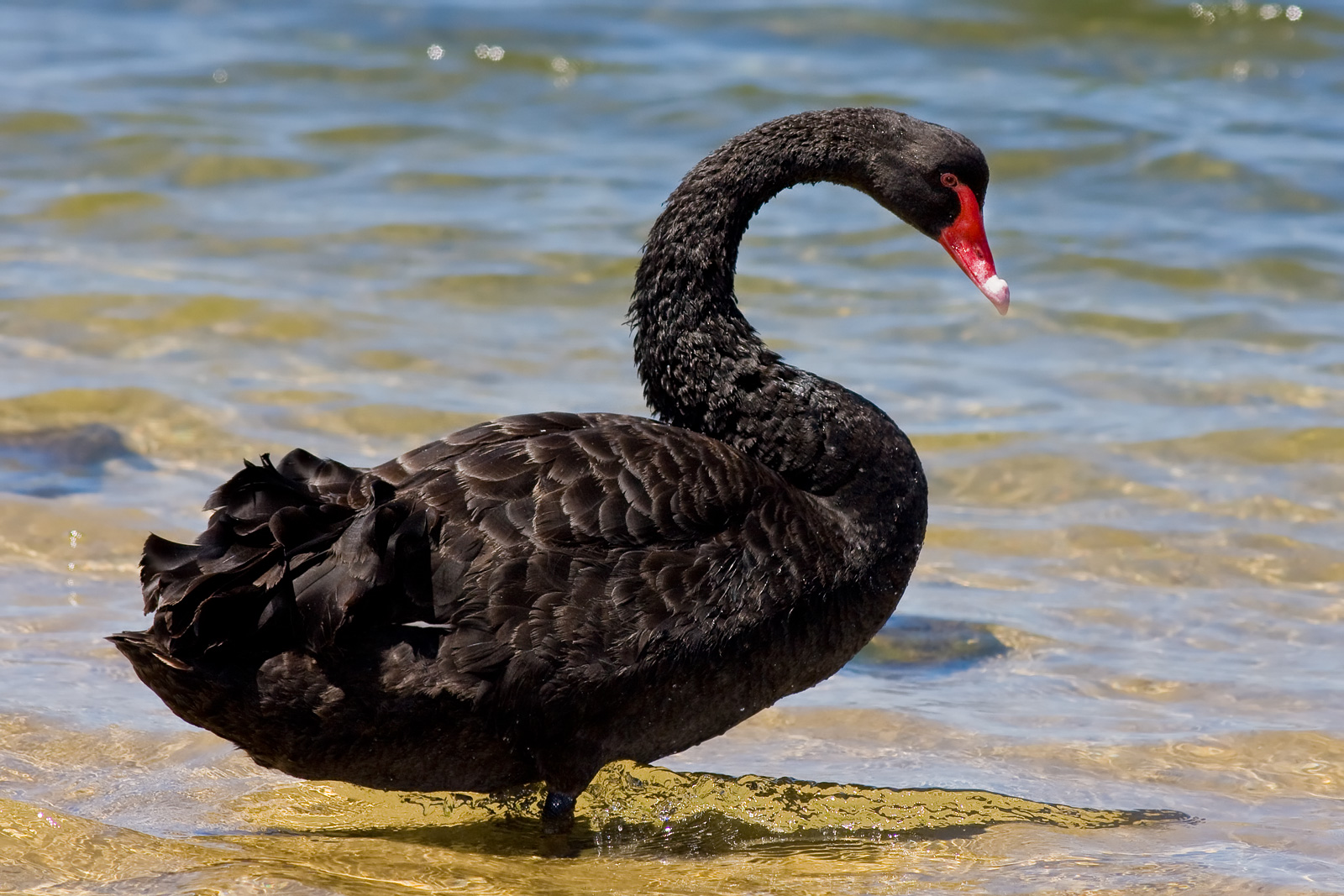
澳洲的黑天鵝

黑天鵝理論（英語：Black swan theory）是指極不可能發生，實際上卻又發生的事件。主要具有三大特性，滿足前兩點者即可稱為黑天鵝事件（英語：theory of black swan events）：
- 這個事件是個離群值，因為它出現在一般的期望範圍之外，過去的經驗讓人不相信其出現的可能。
- 它會帶來極大的衝擊。
- 儘管事件處於離群值，一旦發生，人會因為天性使然而作出某種解釋，讓這事件成為可解釋或可預測。

納西姆·尼可拉斯·塔雷伯在他的2001年書籍《隨機騙局》中討論了黑天鵝事件，而該書涉及金融事件。他在2007年出版的書籍《黑天鵝效應》中將這個隱喻擴展到金融市場以外的事件。

## 典故
在18世紀歐洲人發現澳洲之前，由於他們所見過的天鵝都是白色的，所以在當時歐洲人眼中，天鵝只有白色的品種。直到歐洲人發現了澳洲，看到當地的黑天鵝後，人們認識天鵝的視野才打開，只需一個黑天鵝的觀察結果就能使從無數次對白天鵝的觀察中歸納推理出的一般結論失效，引起了人們對認知的反思－以往認為對的不等於以後總是對的。“黑天鵝”隱喻那些意外事件：它們極為罕見，在通常的預期之外，在發生前，沒有任何前例可以證明，但一旦發生，就會產生極端的影響。

## 特性

### 較高頻率
罕見和不可能的事件出現的次數比人想得還要多。人的想法通常受限於其所見、所知，和設想來假設。但是，實際的情況比人認知的更複雜、更不可預知。此外，當「遊戲規則」本身變更時，一般情況的相關假設是相關性低的不正常情況。
這是一種肥尾現象，也就是統計學的常態分布圖形中兩端出現機率較低的扁平尾部，在現實社會中出現的機率其實比較高，實際圖形的兩端尾部比標準常態分配圖形中來的厚。

### 重大影響
極端事件發生時影響很大，例如911事件。雷曼金融事件，互聯網及其各項的影響，超乎預期，並有顯著的影響的發展。極端事件的影響將更高，因為它們是意外。

### 有限的人類知識
為什麼人們往往忽略罕見的事件？ 部分由於人類在大多數情況下是無知的—突發事件的影響遠超出人们所能想像的程度。塔雷伯認為，所謂「我們知道」，在許多情況下都是幻覺—人類傾向于認為自己知道，卻缺乏一個穩固的基礎。而「我們並不知道」這說法源遠流長，至少從蘇格拉底時代已有。
同樣地，對於那些認為某人創造的著名的科學成果，塔雷伯則認為，科學並不是把世界變得虛擬，只是「發現」一些都是已知的事實。

### 並非所有專家都名副其實
塔雷伯也質疑專家的權威。科學後面的“真實”只限特定地區或特定方法。在許多地區擁有一個學位與展現科學家的自我並非等價意義。事實上，權威是可以扼殺實證經驗的，那麼多次已被證明有一個健全的基礎的準確性。

### 敘事謬誤
另一個問題是敘事謬誤（Narrative fallacy），它是指我們傾向於為了達到一個目的或证实一个结论而構建一個圍繞此事的故事以及添加相关的证据材料，但當有人開始相信這则故事，是可以真实存在之時，他們就有可能犯錯了。“先射箭再画靶”说的就是这种情况。

## 外部連結
- McGee, Suzanne, , Fiscal Times, CNBC, 5 December 2012  [20 January 2016], （原始内容存档于2018-10-01）.